# Vilém Hejl

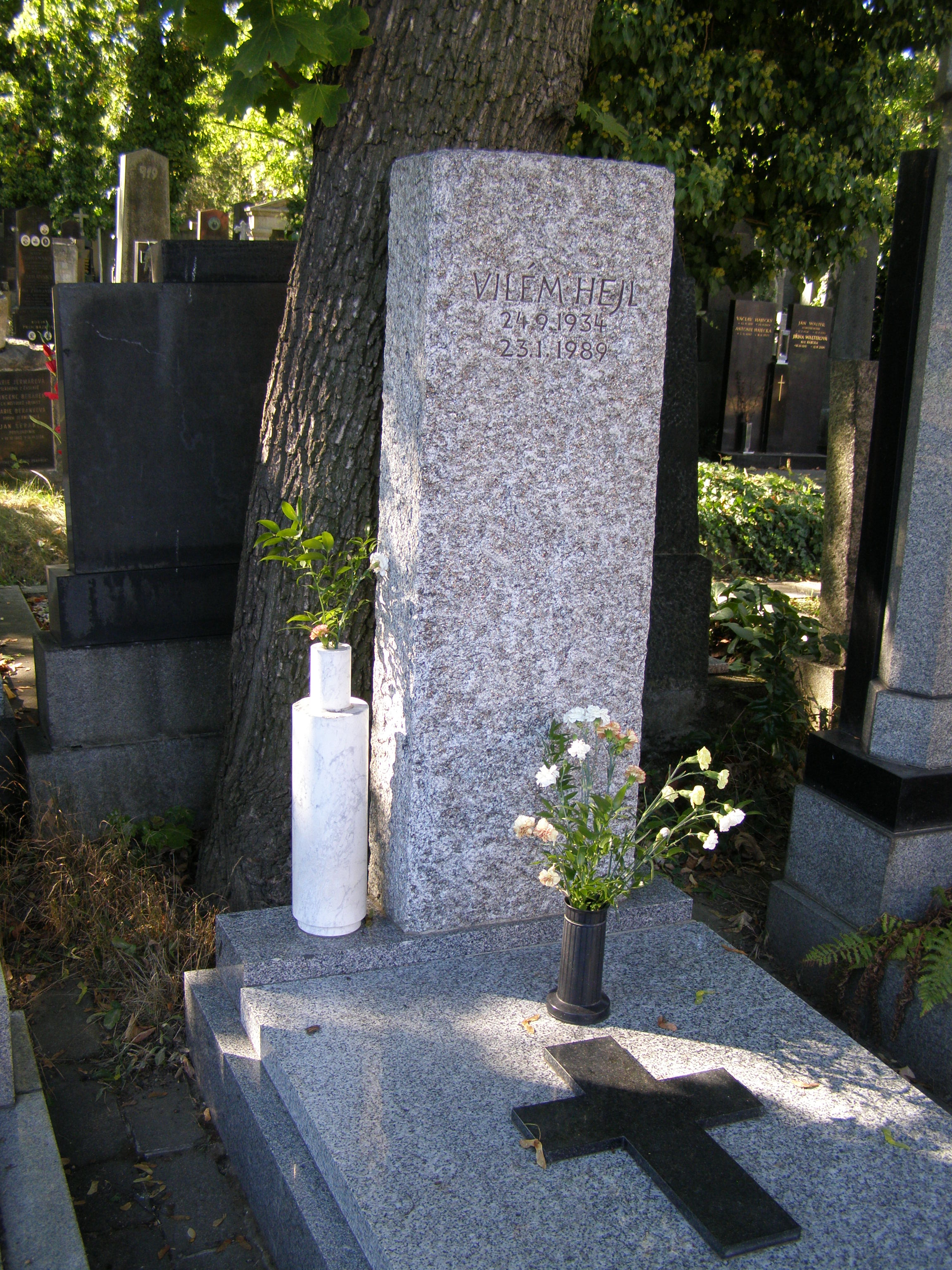
Hrob na hřbitově na Malvazinkách

Vilém Hejl (24. září 1934, Praha – 23. ledna 1989, Mnichov) byl český prozaik, scenárista a překladatel.

## Život
Studoval a maturoval na Drtinově gymnáziu, nepřijat na VŠ z kádrových důvodů (otec byl ředitelem odboru na ministerstvu techniky řízeného lidoveckým ministrem). V roce 1953 byl zatčen a odsouzen za sdružování se proti republice. Na Pankráci si odseděl cca 1 rok. Po propuštění z vězení nemohl dlouhodobě nalézt práci a tak pracoval v mnoha zaměstnáních. Od roku 1959 již v tzv. svobodném povolání. Do poloviny 60. let napsal cca 60 scénářů pro Krátký film Praha. Jednalo se o scénáře dokumentárních filmů, populárně vědeckých filmů atd. Zároveň začal překládat z angličtiny, ruštiny, němčiny.
Na jaře roku 1968 zakládal klub K 231, kde pak pracoval jako jeho tiskový tajemník. Klub navrhoval plošnou rehabilitaci politických vězňů odsouzených a vězněných komunistickým režimem. Návrh požadoval zrušit všechny rozsudky za politické trestné činy v procesech v letech 1948–1967. Tato rehabilitace ale nebyla veřejností přijata, neboť lidé byli až příliš zmanipulovaní a nevěřili v jejich nevinu.[zdroj⁠?!] Psal proto různé vysvětlující články, proč takový klub vznikl a proč si vytkl právě tento cíl, např. v Literárních listech.
Na začátku podzimu roku 1968 odjel i s manželkou na plánovanou cestu do Západního Německa, odkud se vrátil v prosinci 1968. Postupně zanikaly časopisy a noviny do kterých přispíval. Od začátku 70. let už byl tzv. zakázaný autor. Psal a překládal však dál pod jmény autorů, kteří nebyli tzv. na indexu. Ještě do roku 1971 autorsky přispíval a zároveň i vystupoval v pořadu Písničky pod obraz, později přejmenovaném na Šanson 70. Společně s ním vystupoval i Karel Kyncl, Ilja Racek, Josef Kemr, Ljuba Hermanová, Jan Petránek, Jaroslav Jakoubek.
Byl sledován Státní bezpečností, později musel chodit i na výslechy, aby podával tzv. vysvětlení, a to zejména proto, jak je možné, že jsou v zahraničí vydávána jeho díla. Později StB změnila taktiku a vyšetřovatelé se s ním scházeli v kavárnách a přitom jej fotografovali. A také jen tak náhodou se v tu dobu na tomtéž místě setkávali jeho známí s disentu. Na základě těchto aktivit StB byl později několikrát obviňován jinými disidenty, a to jak v Česku, tak i v zahraničí, ze spolupráce s StB. Po podpisu Charty 77 mu StB navrhla, aby opustil republiku. V srpnu následujícího roku obdržel i s manželkou vystěhovalecký pas a společně odcestovali do Rakouska. Odtud pokračovali do Západního Německa, kde začal pracovat v Rádiu Svobodná Evropa jako analytik, politický komentátor a organizátor. Pro svou příslovečnou pracovitost nebyl v české redakci oblíben.[zdroj⁠?!] Svou aktivitou nepřímo inicioval vznik tzv. Lex Hejl, který omezoval možnost vyplácení odměn za příspěvky mimo redakci, ve které byl dotyčný zaměstnán.
Zemřel v Mnichově roku 1989 ve věku 54 let. Byl pohřben na hřbitově Malvazinky na pražském Smíchově.

## Dílo
Napsal velké množství komentářů, polemik atd. Měl schopnost vyjadřovat se stručně a výstižně.[zdroj⁠?!]
- 1965 – Sebrané zločiny Vladimíra Hudce: Abeceda začíná Alžbětou
- 1966 – Sebrané zločiny Vladimíra Hudce: Úřad pro každou příležitost – oba díly zfilmovány a natočeny pro rozhlas; dílo s autobiografickými prvky lze také chápat jako satiru na byrokratický systém tehdejšího režimu

Díla vydaná pod jménem S. Zlámaný (detektivky)
- 1977 – Případ zlatých vlajek
- 1979 – Hra na slepou bábu (3 díly)
- 1984 – Případ s černým vzadu

Vydáno v exilu
- 1978 – Zásada sporu – vydáno v nakladatelství '68 Publishers; historický román o Šimonu Lomnickém z Budče, který se odehrává v době pobělohorské; jde o vnitřní dialog o tom, jak si v porevoluční době zachovat nadhled a svou tvář; jde o paralelu s dobou po roce 1968

- 1980 – Ex offo
- 1986 – Zpráva o organizovaném násilí – spoluautor historik Karel Kaplan, reedice 1990 v Praze; synteticky vysvětlovala, jak komunisté uchopili moc a jak se chovali později
- 1980 – Hodina hvězdopravců
- 1989 – Mnichov a náš osud – o rozhodování Edvarda Beneše; reedice 1990
- Rozhovor s Karlem Hvížďalou, byl vydán knižně

Scénář
- 1967 – Přísně tajné premiéry – režie Martin Frič; film byl velmi úspěšný v průběhu pražského jara; film končí jízdou tanku po Václavském náměstí a ulicí Na příkopě do Státní banky; mnozí lidé v tom viděli předzvěst příjezdu sovětských tanků.